# Naspers
Naspers é um conglomerado de mídia sediado na África do Sul com operações principais de meios eletrônicos (incluindo televisão por assinatura, internet e mensagens instantâneas e da prestação de tecnologias relacionadas) e mídia impressa (incluindo a publicação, distribuição e impressão de revistas, jornais e livros, e de prestação de serviços de ensino privado).

## História
Naspers foi fundada como De Nationale Pers (The National Press) em 12 de maio de 1915, com o objetivo de promover a causa do povo africâner. No início, apenas publicou um jornal Die Burger, mas logo se expandiu e em 1916 publicou a sua primeira revista Die Huisgenoot. O jornal diário Die Burger até hoje é líder de mercado no país. Durante décadas, o grupo, que passou a editar revistas e livros, esteve estreitamente vinculado ao Partido Nacional e foi porta-voz do apartheid. No entanto, anos mais tarde, jornalistas da empresa vieram a público se desculpar pelos atos.

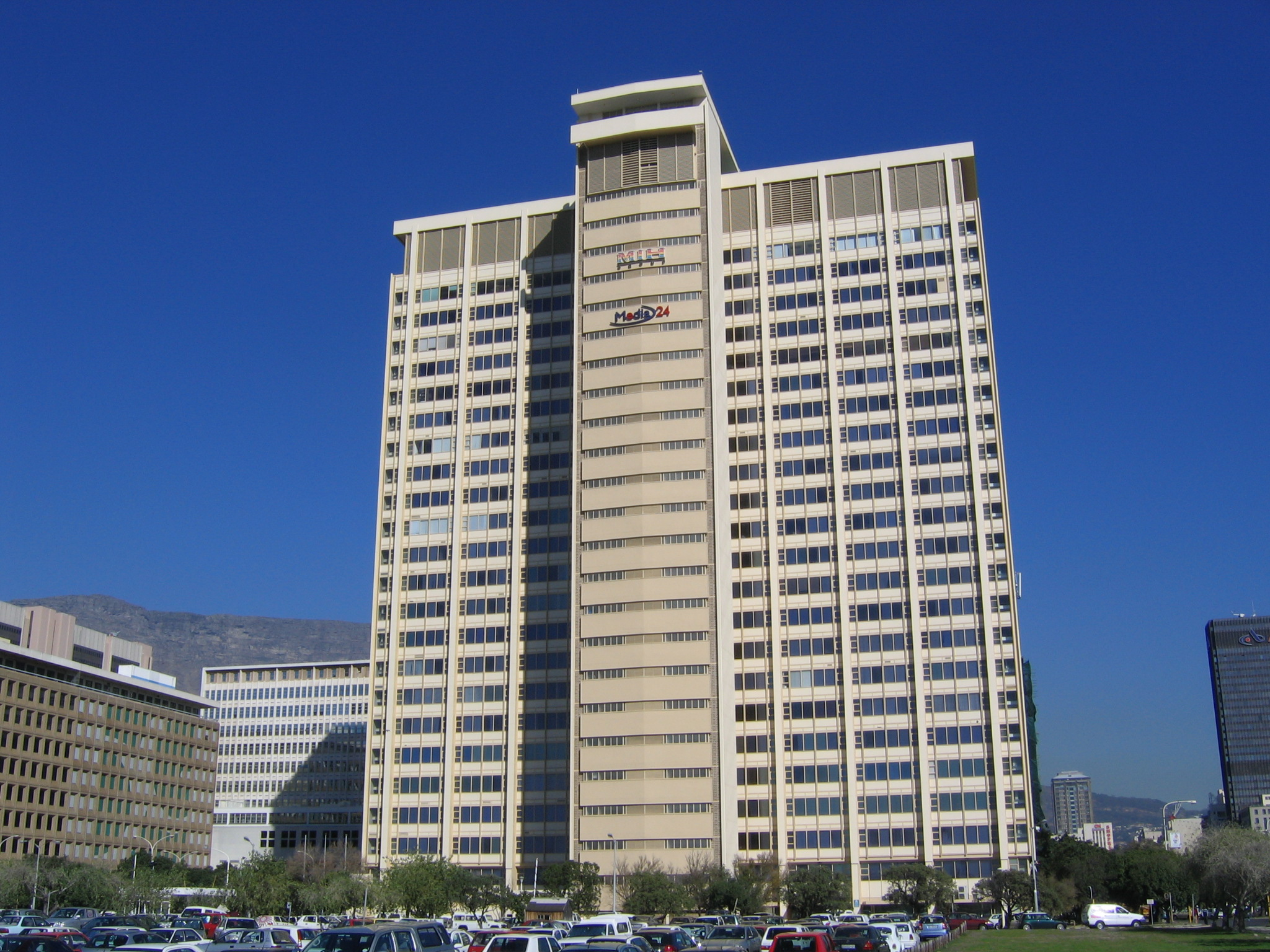
Prédio da Naspers na Cidade do Cabo, África do Sul

Em 1985, Nasionale Pers e uma série de outras empresas sul-africanas de  mídia formou um conjunto de negócios de mídia televisiva, M-Net, que foi listada na JSE Securities Exchange (JSE), em 1990.
Em 1993, M-Net foi dividida em duas empresas - M-Net se tornou uma pura estação de televisão, enquanto a empresa de gestão de assinantes, e as atividades de distribuição de sinal de telefonia celular foram formados em uma nova empresa chamada MultiChoice Limited (mais tarde renomeada MIH Holdings Limited ).
Em 1998 o nome passou a Naspers. Em 1997, foi criado um provedor de serviços de internet, M-Web Holdings, que também corre M-Web Blogspace, uma plataforma popular sul-africana.
Em janeiro de 2000, Naspers fundiu com outra empresa líder de ensino privado para formar Educor Holdings Limited - uma das principais provedoras de ensino particular na África do Sul. Durante o mesmo ano, a Naspers também reorganizou-se na marca do seu negócio de mídia e de impressão ficou conhecida como Media24.
Em maio de 2001, a Naspers adquiriu uma participação da Tencent por U$34 milhões. A empresa, que opera a plataforma de mensagens instantâneas na China chamada QQ, e também o WeChat, posteriormente evoluiu para o negócio principal de seu tipo na China. Em 2018, a mesma participação vale U$170 bilhões. Em uma tentativa de expandir ainda mais seus negócios na China, a empresa adquiriu uma participação de 9,9% no Media Pequim Corporation (BMC), em Dezembro de 2004. BMC é uma empresa de mídia, principalmente envolvidos na venda de espaço publicitário para o Beijing Youth Daily, bem como a produção de jornais e as trocas de materiais relacionados com impressão.
Em fevereiro de 2005, Naspers adquiriu o Tiscali, um portal de internet. Em 31 de Março do mesmo ano, a Naspers consolidou todos os seus meios de impressão, publicação de livros e recursos de ensino particular em sua divisão Media24, a fim de simplificar a estrutura do grupo.
Em maio de 2006, Naspers adquiriu, por $422 milhões, uma participação de 30% no grupo brasileiro de mídia , Grupo Abril.
Em janeiro de 2007, Naspers adquiriu uma participação de 30% em MXit estilo de vida, o operador de uma plataforma de mensagens instantâneas móveis na África do Sul chamado MXit.
Também em janeiro de 2007, Naspers adquiriu uma participação de 30% em Mail.ru, operador russo de Mail.ru agente, um serviço de mensagens instantâneas para PCs desktop e celulares. Em Novembro de 2007, a empresa adquiriu mais 2,6% do Mail.ru. Em outubro de 2007, Naspers adquiriu Gadu-Gadu, uma plataforma polonesa de mensagens instantâneas listados negócios com 8 milhões de contas cadastradas.
Em março de 2008, Naspers adquiriu a Tradus (anteriormente QXL e cotada na London Stock Exchange), que fornece uma plataforma de leilões online e portais de internet na Europa Oriental. A empresa possui Allegro.pl, que é o site de leilões online líder na Polônia. Em £ 946 milhões, esta aquisição representa a maior aquisição da Naspers até à data.
Em agosto de 2008, Naspers adquiriu uma participação de 25% em Buzzcity através de MIH, o seu braço de investimento. Buzzcity é uma empresa de comunicação móvel, oferecendo acesso a uma rede global de publicidade na internet móvel para os proprietários de marcas e agências.
Em setembro de 2008, a Naspers adquiriu a participação de 49% na empresa Compera nTime empresa que atua no mercado de serviços de valor adicionado brasileiro e internacional para operadoras de celular. A Compera nTime mudou recentemente de nome para Movile.
Em agosto de 2009, foi anunciado que o Naspers iria aumentar sua participação na Buzzcity pela compra de $ 1 milhão. Em setembro de 2009, Naspers adquiriu uma participação de 91% no BuscaPé, fornecedora de sistemas de comparação de compras para mais de 100 portais e sites na América Latina, incluindo Microsoft, Globo.com e Abril.

## Publicações e serviços

### Lista de Revistas
- Huisgenoot
- Drum
- YOU
- Weg!
- FINWEEK
- Sarie
- Fair Lady
- Woman's Value
- DIT
- Revista Veja (Brasil)
- True Love Magazine
- True Love Babe
- Maxpower
- My Week
- InStyle
- TOPbike
- Men's Health (edição sul-africana)
- Shape (edição sul-africana)
- Fit Pregnancy (edição sul-africana)
- Runner's World (edição sul-africana)
- South African Sports Illustrated
- Golf Digest (edição sul-africana)
- Kick Off
- Drive Out

### Lista de serviços da internet
- Allegro.pl
- News24
- Ancestry24
- Fin24
- Property24
- GoTravel24.com
- Women24
- Health24
- Wheels24
- 24.com
- Food24
- Mweb
- QQ
- MediaZone.com
- Gadu-Gadu S.A.
- LIVECHAT Software
- Mail.ru
- ibibo.com (Índia)
- Bixee.com (Índia)
- ACL Wireless (Índia)
- Mxit Lifestyle (África do Sul)
- BuzzCity (Singapura)
- Sanook (Tailândia)
- Tradus (Reino Unido e Suiça)
- Nimbuzz (Holanda)
- Buscapé (Brasil)
- Vatera (Hungria)
- QXL Auksjon Norge AS
- Movile